# Уђате Тревано
Уђате Тревано (итал. Uggiate Trevano) је насеље у Италији у округу Комо, региону Ломбардија.
Према процени из 2011. у насељу је живело 3668 становника. Насеље се налази на надморској висини од 419 м.

## Становништво
Према резултатима пописа становништва 2011. у општини је живело 4.451 становника.
| 1936. | 1951. | 1961. | 1971. | 1981. | 1991. | 2001. | 2011. |
| ----- | ----- | ----- | ----- | ----- | ----- | ----- | ----- |
| 2.123 | 2.344 | 2.528 | 2.990 | 3.214 | 3.247 | 3.863 | 4.451 |

## Партнерски градови
- Аделсдорф
- Ruaudin